# La Punta (San Luis)
La Punta es una ciudad con comisión municipal del departamento Juan Martín de Pueyrredón, provincia de San Luis, Argentina. Se encuentra a 20 km al norte de la ciudad de San Luis.
Cuenta con una universidad provincial, la Universidad de La Punta, el Estadio de fútbol Juan Gilberto Funes, el Data Center La Punta, Parque Astronómico La Punta, Set San Luis Cine, Centro de Convenciones de La Punta, la réplica del Cabildo Histórico de Buenos Aires, la réplica de la Casa de Tucumán y la réplica de la Recova de Buenos Aires.

## Historia
Fue fundada el 26 de marzo de 2003 por la gobernadora María Alicia Lemme, siendo de esta forma la localidad más joven del país hasta el 30 de noviembre de 2006, fecha en que pierde ésta condición al fundarse la Villa Turística Casa de Piedra en la vecina provincia de La Pampa.Inicialmente era conocida como "complejo urbanístico La Punta".
El exgobernador de la provincia de San Luis, Claudio Poggi, y el intendente de La Punta, Darío Rosas Curi, presentaron formalmente a la ciudad de La Punta como aspirante para los Juegos Panamericanos de 2019. El 11 de junio de 2012, el Comité Olímpico Argentino fue el encargado de elegir a esta ciudad como la candidata oficial por Argentina. La candidatura no fue exitosa, habiendo quedado La Punta en el segundo lugar detrás de Lima, Perú, junto a Santiago de Chile.

## Geografía

### Clima
El clima de La Punta es semiárido. El clima de la zona se caracteriza por los vientos, que pueden alcanzar ráfagas de casi 100 km/h y pueden durar días, sobre todo al final del invierno. La mayor parte de las precipitaciones se dan durante el verano y en forma de tormentas, en el invierno las lluvias son escasas y puede darse en promedio 1 día de nieve al año aunque la acumulación no logra superar los 2 cm, con raras excepciones. El verano es caluroso llegando en muchos días a superar los 32 °C entre noviembre y marzo, aunque se han registrado temperaturas mayores a 40 °C en diciembre y enero.

### Población
Contó con 13 182 habitantes (Indec, 2010). 
Según el censo 2022 la población total del municipio fue de 21 873 personas. En tanto, el número de viviendas registradas fue de 7 074.Estos datos le valieron ser el cuarto municipio más poblado de provincia.

## Patrimonio

### Parque Astronómico
El Parque Astronómico ofrece un novedoso planetario que puede visitarse durante el día o la noche. 

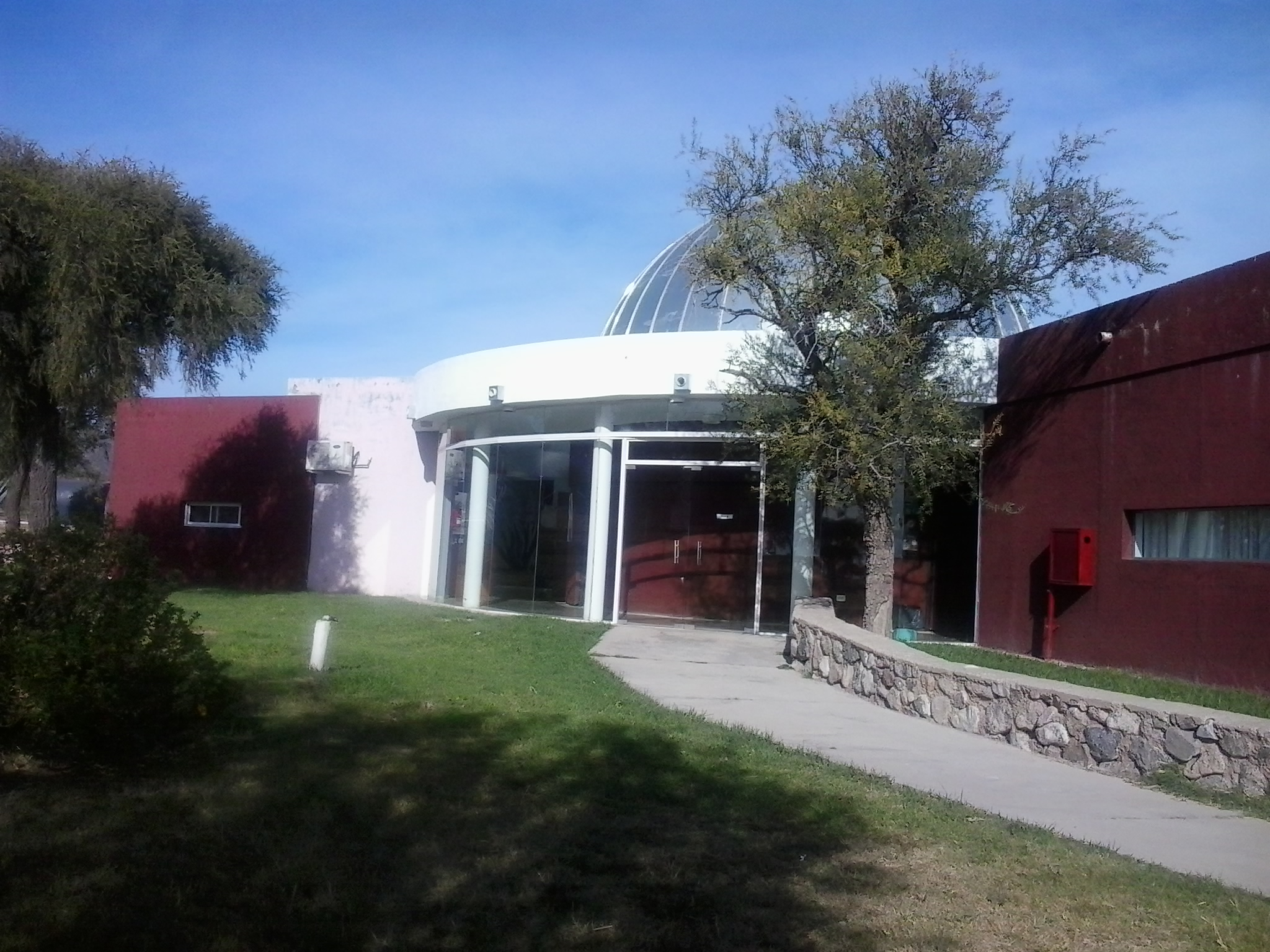
Vista de costado del planetario

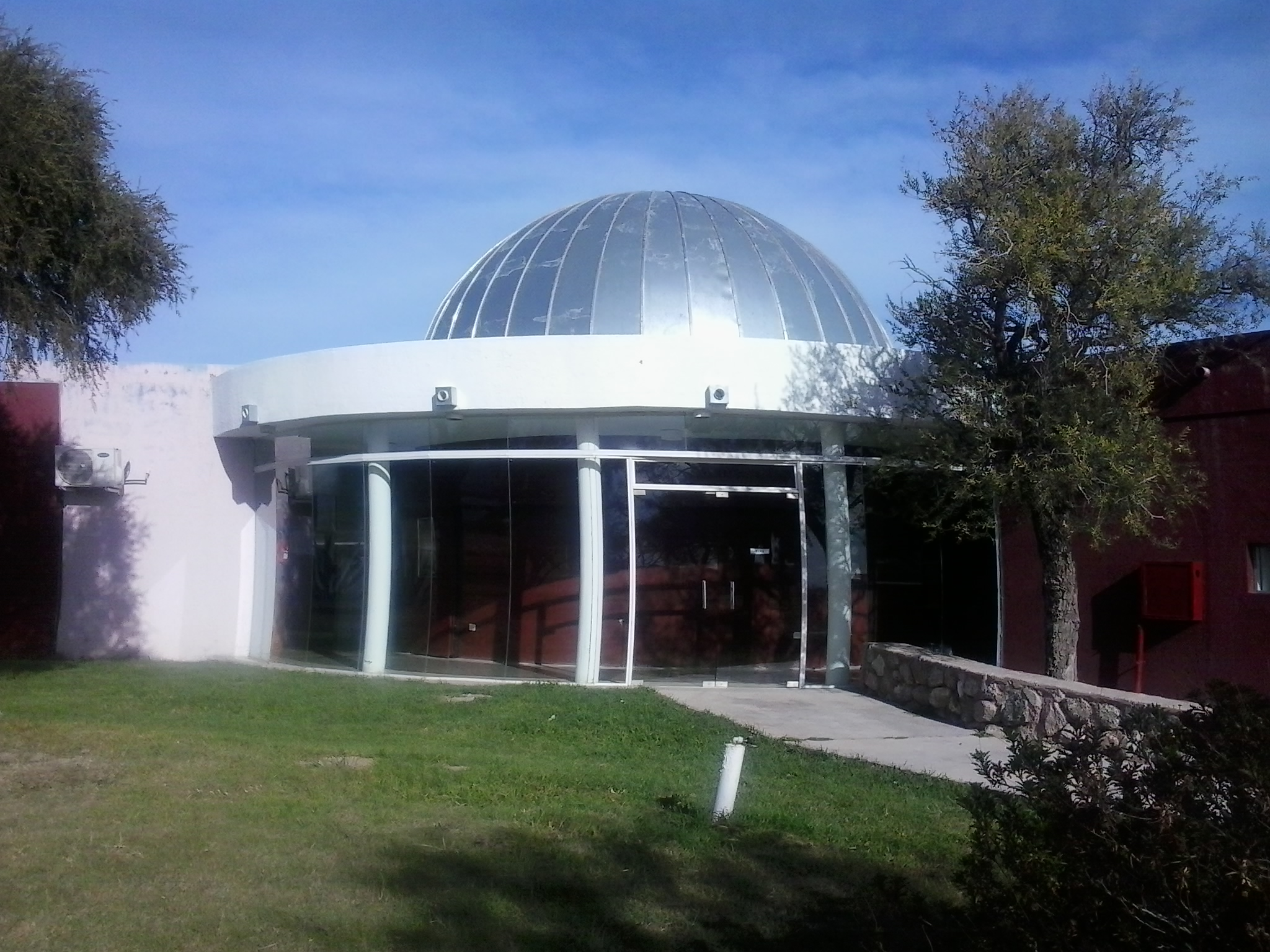
Vista de la fachada exterior del planetario

### Plaza fundacional

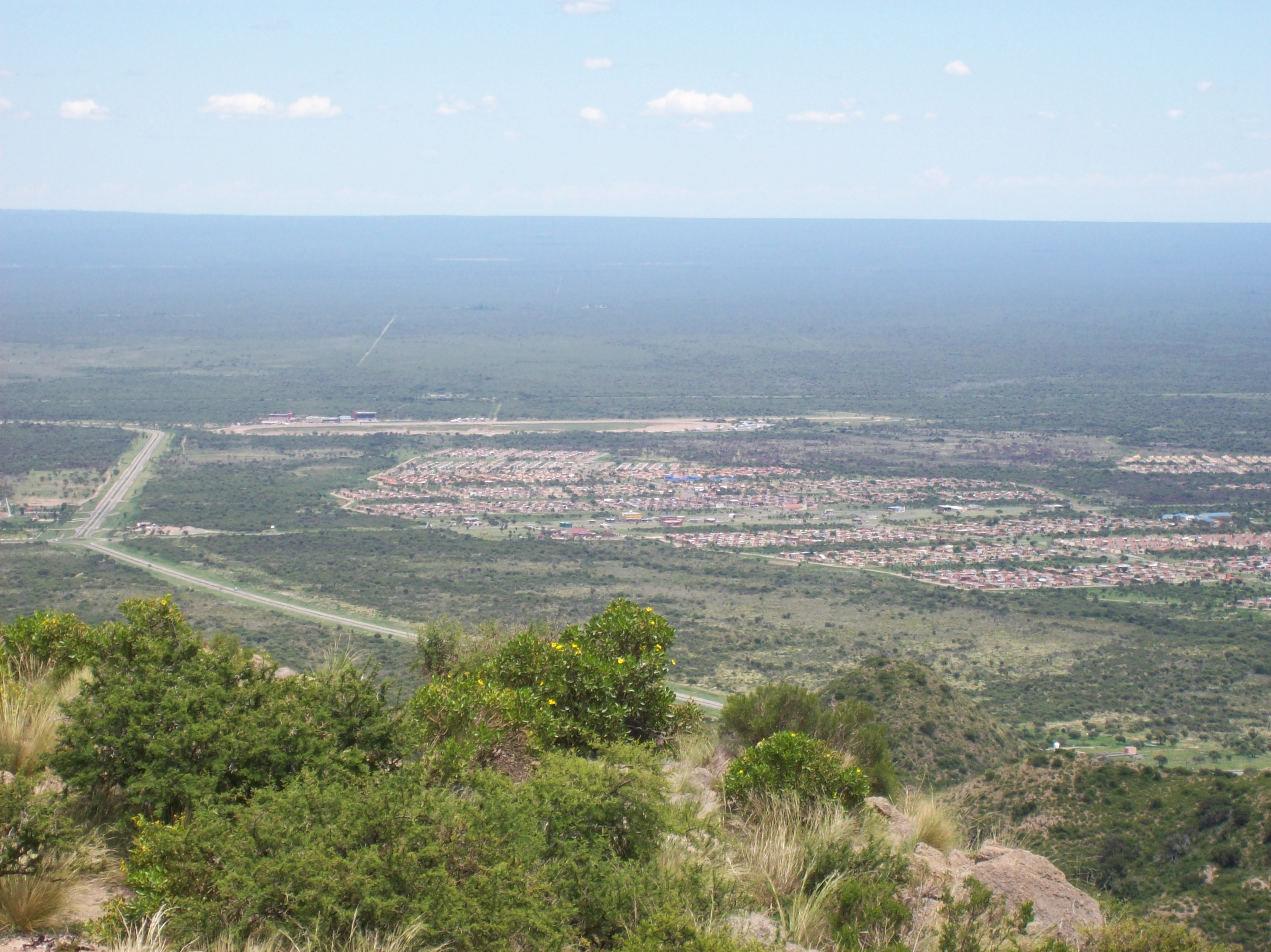

Nace a partir de pensar un espacio destinado para el acto fundacional de la Nueva Ciudad del Siglo XXI.
Ubicada por la Avenida Serrana, al norte de La Punta.

### Plaza de los niños
Ubicada en la intersección del bulevar Carolina Tobar García y la Avenida Serrana. Punto de expansión del Centro Comercial de la Ciudad. Espacio de juegos abstractos para los niños y la familia.

### Estadio Provincial Juan Gilberto Funes
Desde el 2 y hasta el 28 de abril de 2013 se realizó en el estadio el Campeonato Sudamericano de Fútbol Sub-17 para determinar los seleccionados que participen en la Copa Mundial de Fútbol Sub-17 2013, organizada en los Emiratos Árabes Unidos.
La Selección Argentina se coronó campeona, llegando a 3 títulos de este torneo y clasificando al Mundial sub-17 junto a Venezuela, Brasil y Uruguay.

#### Boca Juniors vs. Selección de San Luis
El 27 de julio de 2013 el Club Atlético Boca Juniors jugó un amistoso frente a un combinado de San Luis que contaba con los jugadores de Club Sportivo Estudiantes, Juventud Unida Universitario y Jorge Newbery de Villa Mercedes, los 3 equipos más representativos de la provincia, el partido terminó por 1 a 0 a favor de Boca Juniors con gol de Emmanuel Gigliotti, que hacía su debut con la camiseta "Xeneize".

#### River Plate vs. Selección de San Luis
El 5 de febrero de 2014 el Club Atlético River Plate, concluyó el amistoso suspendido el día anterior por lluvia cuando se habían jugado 8 minutos y River ganaba por 1 a 0 (gol de Daniel Villalba ), frente a un combinado de San Luis que contaba con los jugadores de Club Sportivo Estudiantes, Juventud Unida Universitario y Jorge Newbery de Villa Mercedes, los 3 equipos más representativos de la provincia. El partido terminó con un marcador favorable al club porteño por 3 a 1, con goles de Daniel Villalba, Jonathan Fabbro y Fernando Cavenaghi (de penal) para los vencedores, mientras que Emmanuel Reinoso había marcado el empate transitorio para el combinado local.

### Parque Planeta de los Niños
Ubicado por la Avenida Serrana y la Plaza Fundacional; al norte de la Ciudad. Amplio espacio, para que los niños desarrollen posibilidades de juegos y aprendizaje. Las principales propuestas lúdicas y áreas temáticas con que fue construido el parque son:
- Plaza Principal Galaxia Chicos. Con un circuito de bicicletas.

Primera Infancia, Planeta Encantado: colores, formas, aromas, sonidos, locomoción. Juegos de Desarrollo Físico y Actividades Programadas Planeta Juegos: lugar para relacionarse y socializar con otros niños. Lugar para desarrollar la destreza física: trepar, juegos en equipos, fútbol, básquet.
- Lugares de dominio del equilibrio: espacio para patines, rollers, patinetas, bicicletas.
- Juego de Fantasía e Imaginación Planeta Aventura: lugares para la exploración y desarrollo de la independencia física y mental. Juego de reglas, competencia, aventuras en un mundo imaginario de asunción de roles, de personajes míticos o héroes.
- Juegos Educativos, y de Aprendizaje: Planeta Ciencia: reconocimiento del mundo social, natural y científico a través del juego. Fogón y Camping

### Espacio de la Cultura "Asunta Manca Heredia"
Ubicado sobre el Bulevar Carolina Torbar García y la Calle N.º 24 Este. Destinado a intervenir y difundir todo tipo de expresiones culturales. Respetando el bosque nativo, los artistas de la provincia, plasmaron sus creaciones en murales. Los murales poseen iluminación nocturna.

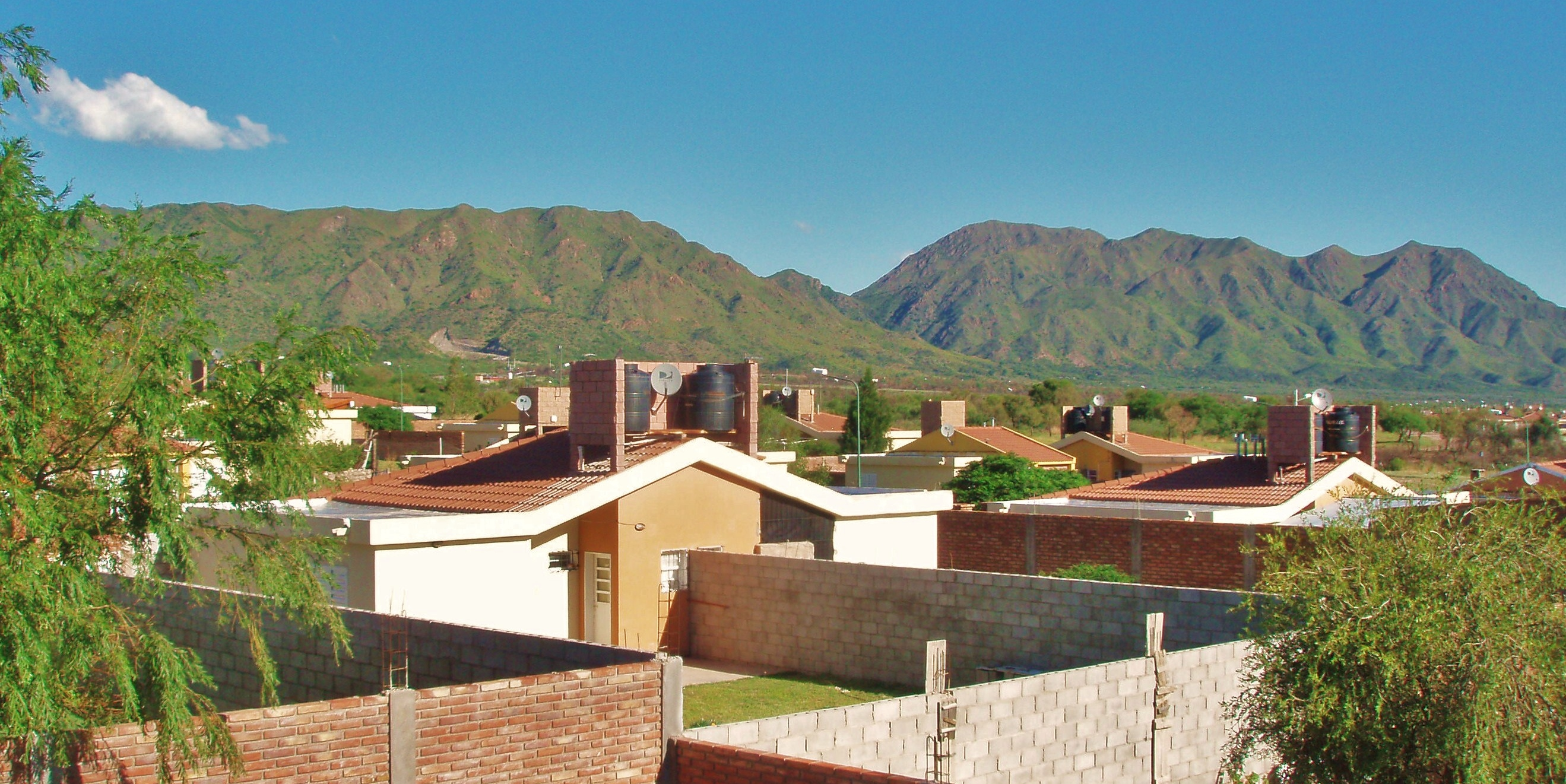
Techos y montañas en La Punta, San Luis, Argentina.

### Espacio contemporáneo
Ubicado al extremo de la Avenida Serrana. Cercano al Predio de la Universidad Provincial de La Punta.

### Balneario Municipal
Ubicado al este del predio de juegos denominado “El Planeta de los Niños” y construido sobre un terreno de tres hectáreas. Consta de dos piletas, una para adultos, de 600 m² y una profundidad de 15 dm; y una para niños, de 500 m² y no menos de 1 m de profundidad. Se construyó un espacio de recreación con un espacio cultural, una fuente, un campo de fútbol 5, dos campos de beach vóley, dos canchas de bochas y un escenario para el despliegue de espectáculos al aire libre.
Asimismo se construyeron 15 asadores dobles, quinchos individuales y grupales; y baños totalmente equipados para hombres y mujeres y un comedor con parrilla.
Posee instalaciones sanitarias, para hombres y para mujeres, una confitería y servicio de enfermería permanente.

### Réplica del Cabildo
En la ciudad de La Punta, con vistas al Bicentenario de Argentina (año 2010) se ha construido una réplica en escala real del histórico Cabildo de Buenos Aires con el aspecto y los materiales que éste tenía el 25 de mayo del citado 1810.

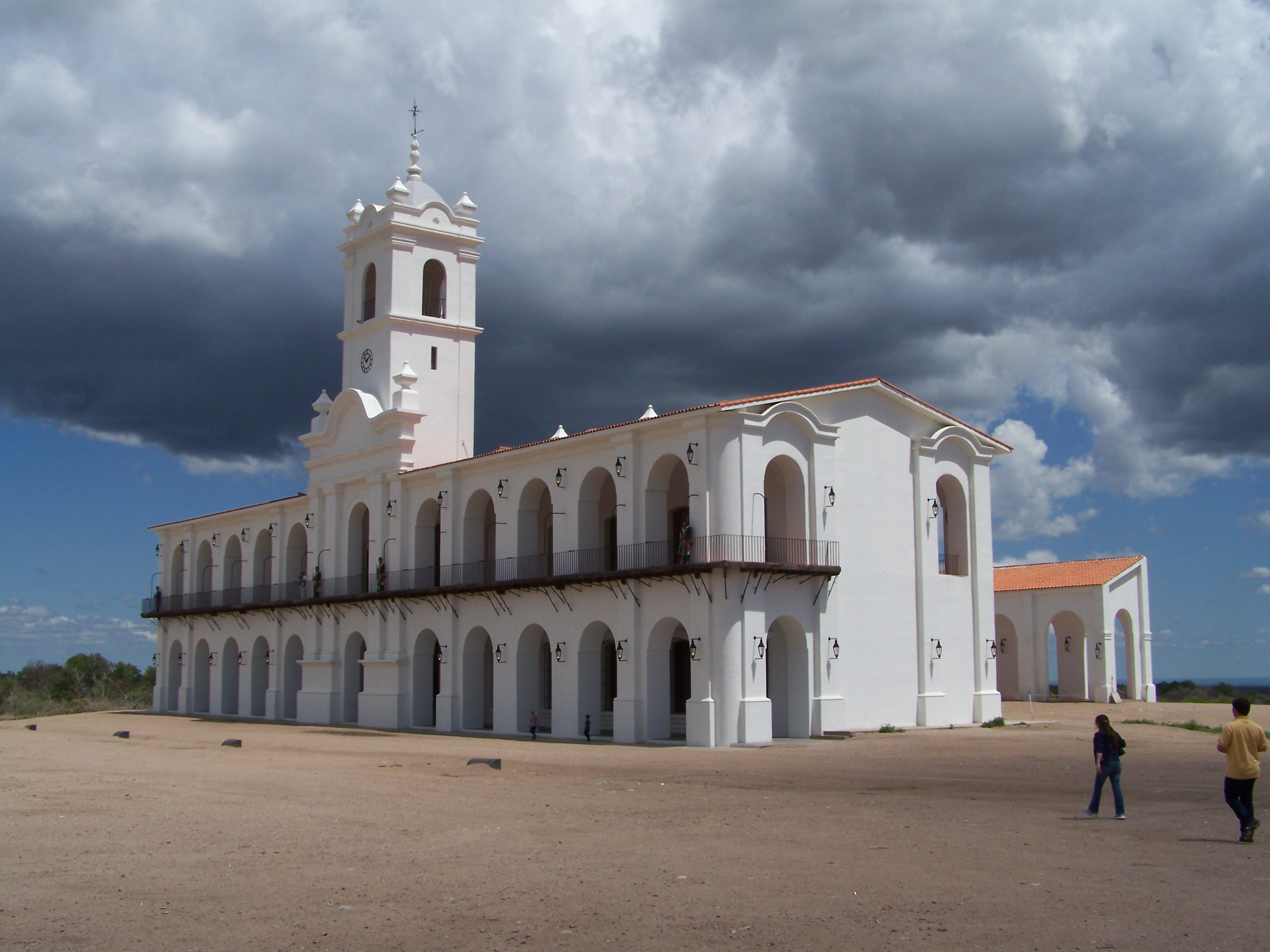
Réplica del Cabildo Histórico, inaugurado en la Ciudad de la Punta para el Bicentenario de la Revolución de Mayo.

### Réplica de la casa de Tucumán
Dentro de los festejos por el día de San Luis, y como un homenaje de los puntanos al Bicentenario de la Independencia, el día 26 de agosto de 2016 se inaugura la réplica de la Casa de Tucumán. La obra posee las dimensiones, características morfológicas y terminaciones propias del edificio original de 1816, y cuenta con una superficie cubierta total de 776,55 m², una superficie semicubierta de 307,54 m² y tres patios. La totalidad de la obra está desarrollada en una sola planta, donde además se incluyeron las réplicas del mobiliario original existente en el edificio histórico de la sala de jura. Esta estructura tuvo un monto de inversión de $16.525.214,23 y fue realizada en 75 días corridos por la empresa SAPEM.
La Casa, que está destinada a la realización de actividades pedagógicas, culturales, y recreativas, apunta a fortalecer y consolidar un polo turístico de características únicas, que junto a la réplica exacta del Cabildo de 1810 y al Camino de la Patria, generan un verdadero paseo patriótico.
El camino de la Patria consta de 67 postas históricas que hicieron los representantes al Congreso de 1816 desde Buenos Aires a Tucumán, pasando por Santa Fe, Córdoba y Santiago del Estero.

### San Luis Cine
«San Luis cine» es un programa dependiente del «Ministerio de Las Culturas y el Deporte», del Gobierno de la Provincia de San Luis, ubicado en la ciudad de La Punta, y dedicado a impulsar y facilitar el desarrollo de la Industria Cinematográfica, gestionando los recursos económicos y coordinando los servicios que la provincia brinda a la actividad audiovisual. Ya ha realizado más de 55 largometrajes y más de 60 cortometrajes. El Set de Cine, ubicado en la ciudad homónima, fue creado en 2005.

### Acceso Diego Armando Maradona
El acceso Diego Armando Maradona , es una acceso para automóviles inaugurado el 7 de julio del año 2021. Nombrado a través de sorteo ciudadano , en honor al futbolista fallecido. El acceso cuenta con un boulevard de 230 metros lineales, contiene un portal de bienvenida con formas curvas como las sierras de la localidad. Placas conmemorativas al futbolista y cartel led.

### Parque lineal Juana Azurduy
El parque Juana Azurduy  nombrado a la patriota independentista, es un parque lineal que une barrios desde la Licitación 4-02 al barrio 100 viviendas. Posee 1200 metros de veredas con baldosas , una cancha de futbol siete con sus tribunas, una plaza con ejercitadores  saludables, una plaza recreativa  y una pérgola de descanso. 

### Plaza Arturo Jauretche
La plaza Arturo Jauretche , nombrada en honor al  escritor y político argentino, es un predio de 7300 metros cuadrados con sectores para usar patín o skate, anfiteatros, sectores de descanso y pórtico de entrada.

### Peatonal Avenida Serrana
La peatonal cuenta con pérgolas de descansos y living de descansos y posee baldosas en toda su extensión.

### Paseos recreativos dentro de los barrios
La ciudad de la punta posee pequeños paseos de descansos, que por lo general se ubican en uniones de barrios internos de la ciudad .
Por lo general poseen sectores de descansos, juegos , o plazas de entrenamiento saludables. Entre dichos paseos se destacan varios: "Paseo los paraísos", "Paseo Los Almendros", "Paseo de Maestras Puntanas", "Paseo de la buena Obra Scout", "Paseo María Elena Walsh", " Paseo Los Malvones", " Paseo ARA Juan", "Paseo de los inmigrantes".

## Educación
En La Punta se encuentra ubicada el polo tecnológico de San Luis, la Universidad de La Punta (ULP), punto de partida del proyecto «Autopista de la Información» desde donde se brinda el servicio de wifi gratuito a toda la provincia. Esta universidad tiene una oferta académica de 13 Tecnicaturas orientadas a turismo, sector IT, cine y expresiones audiovisuales. En 2014 alcanzó un número récord de inscriptos con 1234 ingresantes, a su vez es la única universidad de la Argentina que ofrece un sistema de Residencias universitarias gratuitas ubicadas dentro del mismo campus. Asimismo cuenta con el Parque Informático La Punta (PILP), en el que conviven 23 empresas del sector IT, y generan 400 puestos de trabajo. Otro dato de interés tiene que ver con la generación de un Triángulo de Sábato, en donde la Universidad forma a los profesionales que luego se convierten en integrantes de los equipos de trabajo de las firmas instaladas en el PILP.

## Deportes

### Campus Abierto "Arturo Rodríguez Jurado"
Situado en el campus de la Universidad de La Punta, el Centro de Alto Rendimiento Deportivo se proyecta en un escenario natural donde los deportistas puntanos y del mundo de alto nivel, podrán desarrollar ampliamente sus capacidades.
El proyecto apunta a lograr el desarrollo del deporte de alto rendimiento en la provincia, para que los mejores atletas de cada disciplina puedan entrenar en un lugar único en la República Argentina.
El complejo, actualmente en ejecución, se levanta en un predio de 20 hectáreas, consistiendo en una obra de 20.000 metros cuadrados cubiertos, cuyo esquema es el siguiente.
Módulo central: Se desarrollará en planta baja, primero y segundo piso.
Planta baja: Cuenta con un sector de recepción; una cancha multipropósito (para la práctica de fútbol, básquet, vóley, etc.); un sector de gradas retráctiles con una capacidad para 200 espectadores; un sector de gimnasia olímpica; un sector de halterofilia; una oficina de administración; sanitarios; vestuarios; un comedor para atletas de ese sector; un sector de bar y kiosco.
Primer piso: Allí se ubicará el sector de tatamis de judo, artes marciales y lucha; un sector de boxeo olímpico; un espacio para la práctica del tenis de mesa; y un gimnasio de musculación y entrenamiento general.
Segundo piso: Posee un sector de ingreso y recepción; un área administrativa; un sector de pruebas, mediciones físicas y médicas; una sala de reuniones y demás áreas de apoyo.
Espacios exteriores del módulo central: Comprende un espacio para dos playones verdes de césped natural aptos para prácticas deportivas y de uso intensivo; y también, espacios con riego automático sectorizado (riego por cada playón).
Características constructivas: La construcción será tipo mixta con estructura de hormigón y metálica, de grandes luces, con climatización central frío – calor, y tecnología e iluminación de avanzada.

### Candidatura a los Juegos Panamericanos 2019
El plazo para la presentación de las candidaturas para la organización de los Juegos, venció el día 31 de enero del 2013. Las siguientes cuatro ciudades del continente presentaron sus candidatura:
- Santiago
- La Punta
- Ciudad Bolívar
- Lima

El gobernador de la Provincia de San Luis, Claudio Poggi, y el intendente de La Punta, Darío Rosas Curi, presentaron formalmente a la ciudad como aspirante para los Juegos Panamericanos de 2019. El 11 de junio de 2012, el Comité Olímpico Argentino fue el encargado de elegir a la candidata oficial por Argentina entre esta ciudad y Rosario. La candidatura de La Punta, ciudad que tenía apenas 10 años, buscaba convertir al evento en los primeros Juegos Panamericanos sustentables de la historia.
El 7 de octubre de 2013 el comité eligió como sede a la ciudad de Lima en Perú.

## Acceso
La Punta está vinculada a:
- El Corredor Bioceánico (Atlántico - Pacífico) a través del camino hacia Pescadores, uniendo La Punta, con la Autopista Inteligente N.º 7.
- Ciudad de San Luis: a través de la Ruta Provincial N.º 3, Puente Favaloro, y RN 146. -20 km -
- Al norte de la provincia de San Luis: a través de Ruta Provincial N.º 3 y la RN 146, pasando por Suyuque, Villa de la Quebrada, Leandro N. Alem, Nogolí, San Francisco, Luján, Quines y Candelaria.
- Al Circuito Chico: turístico, por el camino del Portezuelo, comunicando con Las Chacras, Juana Koslay, San Roque, Cruz de Piedra, Potrero de los Funes, El Volcán, Trapiche y La Florida.
- Directamente, La Punta está comunicada con Potrero de los Funes pasando por las cercanías de León Colgado.
- Por Ruta Provincial N.º 3, puente Favaloro, Ruta N.º 3, bulevar Dra. Carolina Tobar García.
- Por RN 146, Avenida Justo Daract, cruce de RN 147 (a San Juan), RN 146, bulevar Las Cañadas, Avenida Serrana

## Parroquias de la Iglesia católica en La Punta
| Diócesis  | San Luis                        |
| --------- | ------------------------------- |
| Parroquia | María Santísima Reina de la Paz |

## Gobierno
El 11 de diciembre de 2007, el abogado Rubén Darío Rosas Curi, originario de Candelaria, San Luis, asumió como el primer intendente electo de La Punta.